# Dryopsophus cyclorhynchus
Espèce
Synonymes
- Litoria punctata Duméril, 1853 nec Daudin, 1803
- Litoria marmorata Duméril, 1853 nec Latreille, 1801
- Hyla hyposticta Cope, 1866
- Hyla dimolops Cope, 1866
- Hyla thyposticta Cope, 1870 "1869"
- Hyla aurea var. cyclorhynchus Boulenger, 1882
- Litoria cyclorhynchus (Boulenger, 1882)
- Litoria cyclorhyncha (Boulenger, 1882)

Statut de conservation UICN

 LC  : Préoccupation mineure
Dryopsophus cyclorhynchus est une espèce d'amphibiens de la famille des Pelodryadidae.

## Répartition
Cette espèce est endémique du Sud de l'Australie-Occidentale en Australie. Elle se rencontre jusqu'à 600 m d'altitude dans les zones arides dans la région d'Albany.

## Description
Les mâles mesurent de 56 à 66 mm et les femelles de 63 à 77 mm.

## Taxinomie
'4Litoria punctata et Litoria marmorata sont préoccupées.

## Publication originale
- Boulenger, 1882 : Catalogue of the Batrachia Salientia s. Ecaudata in the collection of the British Museum, ed. 2, p. 1-503 (texte intégral).